# Rheingauviertel (Wiesbaden)
Rheingauviertel est un quartier de la ville de Wiesbaden en Allemagne.